# 徐才厚
徐才厚（1943年6月—2015年3月15日），辽宁瓦房店人，中国人民解放军前主要领导人之一，原副国级领导人，绰号“东北虎”，中国共产党第十七届中央政治局委员、中央军事委员会副主席，上将军衔（2014年被开除军籍）。1968年毕业于哈尔滨军事工程学院，大学文化。曾任中共第十五届至第十七届中央委员，第十六届中央书记处书记、总政治部主任，曾经长期在沈阳军区服役。2014年3月15日，中共中央决定对徐才厚涉嫌违纪问题进行组织调查；2014年6月30日，中共中央政治局会议决定给予徐才厚开除党籍处分，对其涉嫌受贿犯问题及问题线索移送最高人民检察院授权军事检察机关依法处理。2015年徐才厚因膀胱癌终末期，全身多发转移，多器官功能衰竭，医治无效在医院去世，终年71岁。

## 生平经历

### 早年
1963年7月，徐才厚从旅大市第八中学毕业，高考考取中国人民解放军军事工程学院电子工程系。同年8月到哈军工报到加入中国人民解放军。
1966年4月1日，哈军工全院军人集体转业，学院改名为“哈尔滨工程学院”，徐才厚也随而成为非军人身份。
1968年底被分配到第三十九军鹤立农场劳动锻炼。
1970年春重新分配工作，由于出身于工人家庭，得以重新入伍，到吉林省军区独立师三团营六连当兵锻炼。
1971年4月，徐才厚加入中国共产党。其后历任沈阳军区守备师炮兵团连副指导员，吉林省军区干部处干事、副处长。
1982年起，他任吉林省军区政治部干部处处长、吉林省军区政治部副主任。
1984年，任沈阳军区政治部群众工作部部长。
1985年任16集团军政治部主任。
1990年任16集团军政治委員，7月被授予少将军衔。

### 进入中央

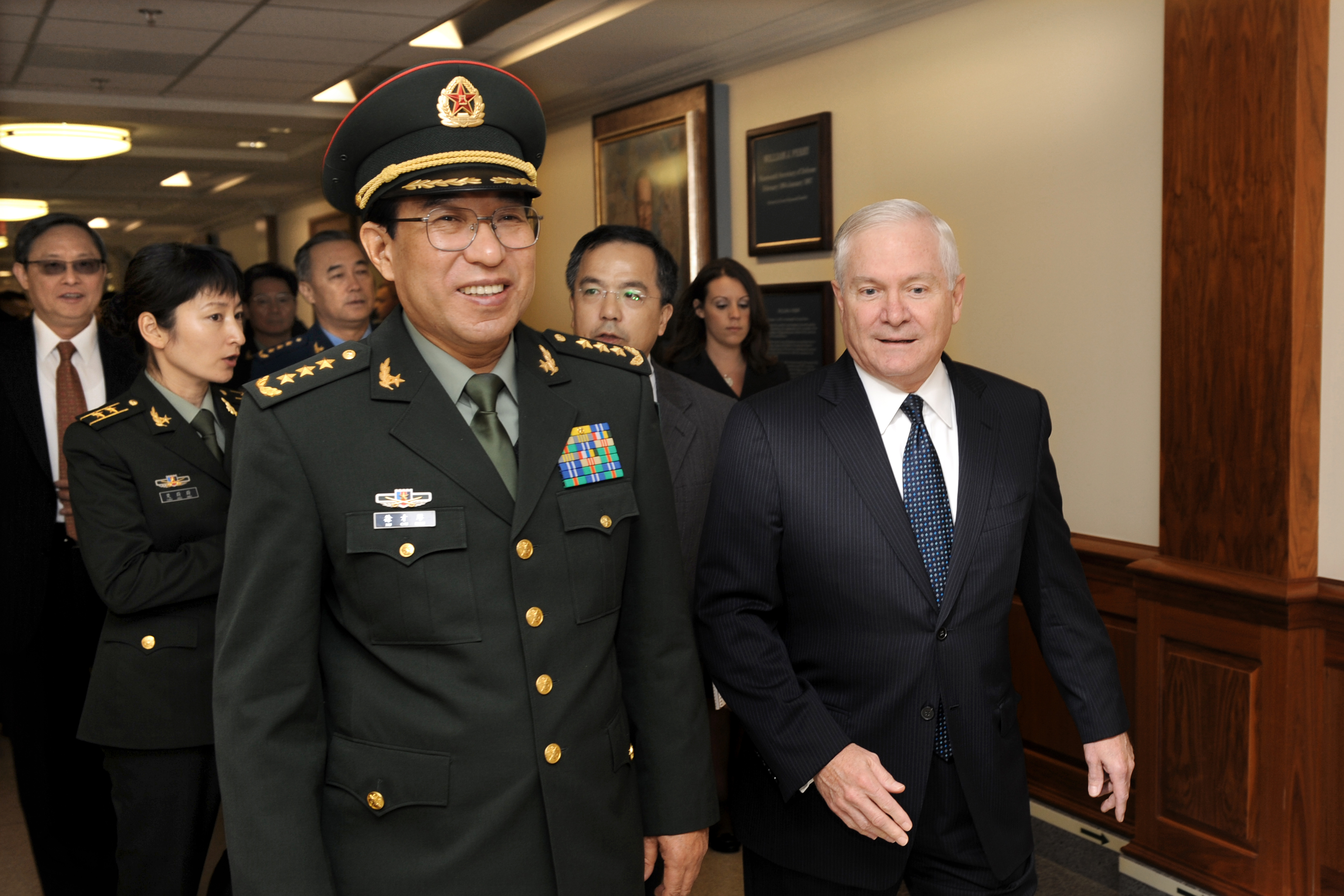
徐才厚于2009年与美国国防部长盖茨在五角大楼会面

1992年11月，为填补杨家将事件后的军方高层真空，49岁的徐才厚被晋升为中国人民解放军总政治部主任助理，担任副大军区级职务。
1993年5月任解放军总政治部主任助理兼解放軍報社社长。1993年12月任解放军总政治部副主任兼解放军报社社长，担任正大军区级职务，同时晋升为中将军衔，时年50岁。
1994年8月任解放军总政治部副主任。
1996年，徐才厚被外放，任济南军区政治委员。
1999年9月，徐才厚进入中央军委，担任军委委员，总政治部常务副主任，同时晋升为上将军衔，时年56岁。
2000年12月任中央军委委员，总政治部常务副主任、中央军委纪委书记。
2002年11月，中共十六大后，徐才厚任中共中央书记处书记、中央军委委员、总政治部主任，跻身党和国家领导人行列。
2004年9月，在中共十六届四中全会升任中共中央书记处书记、中共中央军委副主席。2005年3月，在十届全国人大三次会议上当选为国家中央军委副主席。
2007年10月，徐才厚在中共十七届一中全会上当选中共中央政治局委员，继续担任中央军委副主席。2008年3月，在十一届全国人大一次会议上连任国家中央军委副主席。
2012年7月11日，徐才厚获颁发白俄罗斯人民友谊勋章。
2012年11月在中共十八届一中全会后卸任中共中央政治局委员和中央军委副主席。
2013年3月在十二届全国人大一次会议后卸任中华人民共和国中央军事委员会副主席退休。
2015年3月《南華早報》援引軍方消息稱，徐才厚是前中共中央總書記江澤民卸任後繼續施展決策影響的代理人，架空軍委主席胡錦濤。

### 晚年
2013年2月4日，徐才厚在解放军总医院进行膀胱镜检查，确诊为“膀胱浸润性多发性高级别尿路上皮癌”。
2014年1月20日，徐才厚和郭伯雄同时陪同新任中共中央总书记、中央军委主席习近平出席中央军委慰问驻京部队老干部迎新春文艺演出，这也是郭徐二人最后一次公开露面。
2014年3月15日，中共中央依照党的纪律条例，决定对徐才厚涉嫌违纪问题进行组织调查。
2014年6月30日，中共中央政治局会议，决定给予徐才厚开除党籍处分，对其涉嫌受贿犯罪问题及问题线索移送最高人民检察院授权军事检察机关依法处理。
2014年7月30日，中央军委根据《中国人民解放军纪律条令》第四十二条第四款规定（违反纪律，情节严重，影响恶劣，已丧失军人的基本条件，应该开除军籍）和《中国人民解放军军官军衔条例》第二十七条规定（军官被开除军籍的，取消其军衔），决定给予徐才厚开除军籍、取消其上将军衔的处分。
2014年10月27日，军事检察院对其涉嫌受贿犯罪案件侦查终结，移送审查起诉。
2015年3月15日，徐才厚因膀胱癌终末期，全身多发转移，多器官功能衰竭，医治无效在医院死亡，终年71岁。由于徐才厚病亡，根据《中华人民共和国刑事诉讼法》第十五条的规定，16日军事检察院遂公告，对徐才厚作出不起诉决定，其涉嫌受贿犯罪所得依法处理。

## 人物争议
徐才厚在2013年12月起就被境外媒体传闻涉嫌贪腐被双规，在中国大陆坊间也有类似这样的传闻。后来香港媒体又传出徐在3月15日被从病床上带走接受调查的消息。2014年6月30日，中共正式宣布将徐才厚开除党籍，移交检察机构处理，并承认在同年3月双规徐才厚的消息属实。

### 双规传闻
多家海外媒體在2013年12月底報導徐才厚因涉嫌貪腐被双规。徐才厚是继中共重庆市委原书记薄熙来后，又一個被雙規的十七届中共中央政治局委員。也是中國人民解放軍涉及貪腐案的軍階最高的將領。
2014年3月7日，香港《南華早報》报道，有两条消息来源显示徐才厚因得了膀胱癌晚期住进中国人民解放军总医院（301医院），且被免于反腐败调查（徐才厚患癌的消息之后得到了官方的确认，其于2013年2月确诊患膀胱癌）；该报又在3月20日报道说，3月15日有数十名武警将在病床上的徐带走，同一天，徐的妻子、女儿和徐才厚的一名董姓秘书也被控制。《凤凰周刊》披露，徐才厚曾在2014年春节期间去往海南三亚，求一位老领导从中说情，未果。3月15日，徐才厚在病床上被中央军委的一位领导叫走，宣布进行审查，返回医院时已无法进入西院高干病区，被安排进了东院小南楼，他住处守卫被全部更换，窗户被加装了防护网，整个301医院都知道他出事了。2014年3月20日《蘋果日報》報導，22歲女子趙丹娜利用在香港多家銀行的八個帳戶替徐才厚家族的100億港元洗錢被查，2014年初趙丹娜在徐才厚女兒協助下棄3,000萬港元保釋金潛逃。

### 正式被查
北京时间2014年6月30日18时14分，中纪委网站突然刊登公告，宣布徐才厚涉嫌受贿犯罪，中共中央决定将其开除党籍，移交检察机关依法处理：
|  | 中共中央总书记习近平6月30日主持召开中央政治局会议，听取中央军委纪律检查委员会《关于对徐才厚严重违纪案的审查报告》，并根据《中国共产党章程》、《中国共产党纪律处分条例》有关规定，决定给予徐才厚开除党籍处分，对其涉嫌受贿犯罪问题及问题线索移送最高人民检察院授权军事检察机关依法处理。 2014年3月15日，中共中央依照党的纪律条例，决定对徐才厚涉嫌违纪问题进行组织调查。经审查，徐才厚利用职务便利，为他人晋升职务提供帮助，直接和通过家人收受贿赂；利用职务影响为他人谋利，其家人收受他人财物，严重违反党的纪律并涉嫌受贿犯罪，情节严重，影响恶劣。 |

根据媒体报道，此次徐才厚被中央立案调查，同时徐才厚和妻子和女儿也同时被中纪委的人带走“协助调查”。2014年10月27日，军事检察院对中央军委原副主席徐才厚涉嫌受贿犯罪案件侦查终结，移送审查起诉。军事检察院侦查查明，徐才厚利用职务便利，为他人晋升职务提供帮助，直接和通过家人收受贿赂，数额特别巨大；利用职务影响为他人谋利，其和家人收受他人贿赂，数额特别巨大。徐才厚对受贿犯罪事实供认不讳。此前，中共中央决定开除徐才厚党籍，中央军委决定开除徐才厚军籍、取消其上将军衔。
《凤凰周刊》援引接近军方高层的知情人士透露，徐才厚被带走当晚，解放军军事检察院的办案人员对北京阜成路上徐才厚的一处豪宅进行查抄，在这座2000平方米豪宅的地下室中，查抄的现金足足有1吨多重，而徐宅内各种金银珠宝更是不可胜数，包括上百公斤的和田玉。由于财物堆积如山，办案人员只得临时叫来十几辆军用卡车才将其全部运走。
联合报称，徐才厚案爆发後，中共在军队全面清查晋升异常的干部，力图清除「坏影响」。第二炮兵原副政委同辽宁籍的于大清因任总政时与徐才厚共事亦被查。
2017年10月2日，由中央军委政治工作部和中央电视台联合制作的专题片《强军》第五集首次披露了徐才厚接受调查期间的谈话笔录节选，他说：“走到今天这一步，最主要是没有听党的话，没有好好改造世界观，没有抵挡住诱惑，成了腐败风气的俘虏。”

### 人脉关系
徐才厚获前中央军委主席江泽民多次提拔，有军方人士称邓小平的秘书王瑞林和总政负责人张树田是徐才厚和郭伯雄的主要提拔者（但也有消息指提拔徐才厚和郭伯雄的是张万年）。是江泽民在军中的亲信，在軍中买官卖官、影響力大。
徐還曾對另一位軍委副主席郭伯雄說：「讓他（指习近平）幹五年就滾蛋！」习近平任內2014年《解放軍報》以「國妖」、「叛徒」重批徐才厚政治投機主義兩面人，善於表演、僞裝，「用假面具掩蓋極其骯髒的靈魂和醜惡行為。」

### 傳涉政變
2004年9月，卸下中共中央总书记职务两年的江泽民不得不在十六届四中全会上将中央军委主席职权交中共领导人胡锦涛的同时，徐才厚被江泽民提升为中央军委副主席，显然是为了增加对胡的掣肘，当时的9名政治局常委里多半也是江系人马。徐才厚被指涉及周永康策劃的政變計劃。例如前中国国防大学大校军官辛子陵亦认为徐才厚涉案周永康、薄熙来政变。

### 内蒙古事件
凤凰卫视旗下的《凤凰周刊》爆料，称2011年5月，内蒙古抗议示威发生后，因内蒙古属北京军区所辖且地理位置重要（接邻俄罗斯、蒙古国），军队也随后介入调停处理。据称，时任中央军委副主席的徐才厚派北京军区一位将领前往内蒙古坐镇和协调，积极向农牧民补偿，此事平息之后，该企业老板转手给徐才厚上千万元的“感谢费”。该家企业行贿者姓名尚未得知，但大陆《财经》杂志今年披露，已落马的大连阜新首富王春成与“军中大老虎”徐才厚有染。王春成的辽宁工贸集团有限公司在内蒙古投资能源产业，王在内蒙古的分公司也一度遇到来自当地牧民、官场的各种阻力，最后都逐一解决。

### 被指買賣囚犯器官
凤凰卫视旗下，獲准在中國發行的《鳳凰週刊》2013年11月刊文〈中國人體器官買賣的黑幕〉，引用中國《三聯生活週刊》2006年4月〈器官移植立法之難〉一文「中國98%器官移植源控制在非衛生部系統。」指該文「言外之意，是在司法和軍事系統」；並指出在中國沒有法律保護的法輪功學員、中國勞教所囚犯、社會流民、被拐賣的婦女兒童等，可能是被盜賣器官的目標。
徐才厚過世的同一天，同屬江澤民派系的政治盟友周永康也被公開指控掌控囚犯器官利益鏈。中华人民共和国卫生部前副部長黄洁夫3月15日向凤凰卫视公开指出，「周永康是『大老虎』，周永康是我們（中央）政法委書記……那死囚器官的來源是從哪裡來的，不是很清晰了嗎？」他還稱，是在上一屆胡錦濤、温家宝及這屆的習近平、李克强兩屆領導人的支持下，作出取消死囚器官移植的決定。

## 各方评论
路透社引述消息來源稱，因徐罹癌，官方面臨「是否起訴徐」的難題。並分析徐才厚死亡，意謂中國政府避免一起可能「很尷尬」的審判，避免「權力核心人士受賄內幕」可能在審判時曝光的風險。
美国之音引述中共元老叶剑英元帥的養女戴晴表示，徐在軍中胡作非為，当时掌握軍中實權的江澤民負有主要責任。
台湾民視报道称徐才厚是受查办的最高级军队将领，被外界视为江泽民的“军中最爱”，其落马震惊各界。
法国国际广播电台称徐才厚被现任中共中央总书记习近平亲手拍板开除党籍，让各界见识习近平“铁了心‘打老虎’”。而在胡锦涛任内“退而不休”的前中共中央总书记江泽民，被各界视为习近平能不能肃贪的变数。徐才厚和前中央政治局常委周永康都属江系人马，习近平敢不敢往“大老虎”周永康打下去，连带重击江系，赢得民众掌声，成为了关注的焦点。
《香港經濟日報》称徐才厚是由中共前總書記江澤民一手提拔，也是江澤民在軍中最為信賴、最得力的人，徐才厚被查，亦被視為習近平擺脫老人干政，樹立威權的重要一步。
Now新聞台报道称徐才厚在軍中经营數十年，舊部故交遍布军中，權傾一時。徐才厚和周永康这两个「哼哈二將」據報一直是江澤民的刀把子和槍桿子。有消息指，習近平的反腐運動一直受退休老領導抵制。徐才厚在被調查前，解放軍七大軍區和多個部隊的司令員罕有的在《解放軍報》表態擁護中央軍委主席習近平，顯示習近平就反腐問題在軍中得到支持。
《北美世界日報》认为徐才厚遭處置，顯示習近平與某些操弄政治、玩弄權術的中共黨內大老所代表的權貴集團決裂。并引述辛子陵的话称徐才厚把中国軍隊糟蹋苦了，這些年他掛牌賣官，軍官們只忠於他送錢買官的那個人。徐才厚這一點是太不得人心了，令全軍憤慨。他同时称徐才厚得到江澤民賞識重用，这个案子並不單純。習近平反腐動大的、動真的，非常得民心和軍心。该报又引述《明鏡新聞網》的报道称胡锦涛在任上成为弱主的责任全在江泽民，江泽民设计了一个自己嫡系控制的常委来架空胡锦涛，又在军队中安置徐才厚等亲信，江泽民退休后通过常委和军委继续控制中国政治大权，胡锦涛当时办不了的人现在让习近平给办了。
2014年10月29日，《解放軍報》网站中国军网发表署名“谢正平”（即《解放军报》政治部和评论部）的评论员文章，题目为《贪腐穷途路 强军正当时》。
2014年11月20日，香港《凤凰周刊》发表专题《国贼徐才厚查抄内幕》，期刊封面配一副徐才厚近照：满头白发，神情黯然地坐在病床上输液，显示在治病（媒体早先报道为膀胱癌）。文章披露：“在徐才厚一处2,000平方米豪宅的地下室中，藏有美元、欧元、人民币等现金，足足有1吨多重，各种金银珠宝数不胜数。此外，在徐宅的仓库里，还有100多公斤、200多公斤的和田玉，各种名贵的硬木和珍稀的翡翠制品一大堆。由于查抄财物堆积如山，要由10多辆军用卡车才能全数运走。”这是媒体第一次以“国贼”形容徐才厚。但是仅两天后所有报道均被删除，然而，此文却可以在新浪香港《凤凰周刊》官方博客查阅，凤凰网上这篇文章也可以正常浏览。
2014年12月11日，《解放軍報》发表评论员文章《以整风精神革除问题积弊》，引用清代小说《镜花缘》中“两面国”的典故，形容徐才厚“一张是慈眉善目的笑脸，另一张则是凶狠阴险的恶脸”，并称其为“国妖”，并认为治国者要“敬其宝”、“除其妖”。中国境内和海外媒体均视此文和“国妖”的称法为中共官方对徐才厚的正式评价，于是此文被争相转载和热评。
2015年1月13日，时任南京军区司令的蔡英挺上将，在军区党委“学习贯彻习近平主席重要讲话精神”的电视电话会议上强调：“在反思徐才厚案件的教训中发现，其所作所为与我国历史上的庆父、伯嚭、赵高、董卓、李林甫、蔡京、秦桧、严嵩、魏忠贤、和珅等 “十大奸臣”有惊人的相似之处，即“奸”，无德无品、大奸似忠；“贪”，贪得无厌、贪赃枉法；“霸”，无法无天、专横霸道；“假”，口是心非、“两面人”；“私”，结党营私、搞山头。”2016年5月，蔡英挺调任军事科学院任院长，接替转任新成立的战略支援军司令的高津中将。
「中國良心」退休少將軍醫蒋彦永2015年3月向港媒揭露，軍方違法摘取死囚器官，只是解放軍在徐才厚任內腐敗內幕的冰山一角。
徐才厚死后次日（2015年3月16日），中国军方报纸《解放军报》网站“中国军网”发表文章称：“徐虽因癌症而死，但其他涉案人员决不会不了了之。因为强国强军的大业需要轻装前行，哪能被贪腐分子逍遥再拖累？”同时否认了有关徐才厚之死的陰謀論。
2015年3月18日，《解放军报》再度发文《徐才厚对官兵“三观”造成极大毁伤”》，称“徐才厚曾长期分管军队政治工作和党的建设，对军队建设的损害绝不是一般的局部的，而是带有全局性的源头污染。可以说，徐才厚在我军最高层的10来年，把部队思想搞乱了、风气搞坏了、规矩搞没了，对党和军队形象、对官兵“三观”造成极大毁伤。”
2015年3月，原南京军区司令员、开国少将向守志接受解放军报记者采访时，评论周永康、徐才厚等人“抛弃信仰，背叛党旗下的誓言，走到党和人民的对立面，可耻可悲。”
2015年11月19日，《解放军报》发表评论，“怒批郭伯雄徐才厚伤部队太重 敌多年办不到”，文章称：“严守政治纪律政治规矩，当前最重要最紧迫的就是从源头上彻底肃清郭伯雄、徐才厚案件的流毒影响，把被搞混的是非正过来、被搞乱的规矩立起来、被搞坏的风气扭过来。”
2016年3月2日，中央军委副主席许其亮在出席中央军委纪委扩大会议时强调：“彻底肃清郭伯雄、徐才厚案件流毒影响。”
2016年4月13日，微博“长安街知事”转发段子：“郭伯雄徐才厚友谊的小船是怎样说翻就翻的”，被各媒体转载。
2016年5月4日，针对国内红极一时的“莆田系&武警二院误诊事件”，中国军事网发表文章《徐郭都被拿下 清理医疗环境还会藏着掖着？》。
2016年5月25日的《解放军报》，刊发了《习主席国防和军队建设重要论述读本（2016年版）》中的文章《充分发挥政治工作生命线作用》，文章提到：“郭伯雄徐才厚贪腐骇人听闻，但还不是要害。”同时文章再度强调所谓“政治底线”，即“守纪律、讲规矩，首先要对党忠诚。天下至德，莫大于忠。对党忠诚老实、保守党的秘密、永不叛党。”文章同时批判“郭、徐把党纪军规当儿戏，把手中权力当作聚敛钱财、收买人心的工具，伤害和影响是敌对势力多少年想办而没能办到的。”
2016年6月，媒体报道：徐才厚案发后，徐妻赵某案发后被限制自由，协助审查。赵某很快全线瓦解，几天后，变得有些疯疯癫癫，见人便称：“我有罪，我有罪！”。徐才厚病重病危期间，军方通知其妻赵某前去探视，不料赵某竟拒绝。
2016年7月6日，国防大学政委刘亚洲在国防大学学习贯彻中共中央总书记习近平“七一”讲话理论座谈会上发表讲话称，徐才厚在弥留之际说了两句话，一是“郭伯雄的问题比我严重得多”；二是“大区正职的将领中，没有给他送钱的只有两个人，一个是刘源，一个是刘亚洲”。他还称，“谷俊山给徐才厚献了女歌星、献了女演员、献了女服务员，这还不算，他居然把自己的女儿献给了徐才厚。更令我感到‘敬佩’的是，徐才厚和他女儿在里面巫山云雨的时候，谷俊山就在外屋坐着。这是有着钢铁一般的意志啊！我曾开玩笑说：王进喜是什么铁人呀，谷俊山才是铁人呢！我曾经讲过：目前在中国，最好的人和最坏的人都在共产党内。那么，我们能不能说：最好的人和最坏的人都在军队。我看八九不离十。”
2016年12月22日，《解放军报》头版刊发题为《什么是真正的忠诚》的评论文章，特别提到：“郭徐严重损害党的团结统一，严重削弱党的创造力凝聚力战斗力，严重破坏军委主席负责制”。
2016年12月29日，国内媒体在报道前武警司令王建平落马的新闻时，称：“另有分析认为，王建平落马，与周永康贪腐案有很大关系，其勾结“窃国大盗”郭伯雄、徐才厚贪污渎职也是问题之一。2009至2014年间，王建平曾直接向时任中央政法委书记周永康报告工作。”这是媒体第一次用“窃国大盗”形容郭伯雄和徐才厚。
2017年2月24日，十二届全国人大常委会第二十六次会议披露：国防大学原校长王喜斌涉职务犯罪，提出辞去全国人民代表职务；媒体特别报道：王喜斌卸任国防大学校长前两月左右，其所著的《从这里走向战场》出版，徐才厚为该书作序，引用古文“一年一树者，谷也；十年一树者，木也；百年一树者，人也。一树一获者，谷也；一树十获者，木也；一树百获者，人也”，称“军事人才，尤其是高级军事人才的培养，更需要时间和实践，需要过程和周期。”这次作序一年多后，徐才厚被调查。
2017年3月29日，据新华社报道，中央军委纪委驻军委国防动员部纪检组组长郑明宝少将，在解放军军事科学院与国家国防动员委员会综合办公室联合主办《国防》杂志上发表一篇文章（题为《肃清郭徐流毒 还国防动员系统海晏河清》），称严重违反军委主席负责制，是郭徐严重违纪违法最突出的要害：“郭徐对此（军委主席负责制）不仅法律上不理解、感情上不重视，行动上更是与此背道而驰。当面表态很‘迅速’、展示态度很‘坚决’，但直到郭徐下台之前，他俩始终以各种各样所谓的‘实际情况’‘部队稳定’为幌子，推三阻四、久拖不决，严重迟滞了国防和军队改革进程。这是郭徐对军委主席负责制核心制度的公然违抗和背叛。”
2018年8月3日，《人民日报》发表评论员文章：“新时代领导干部必须旗帜鲜明讲政治”，文中提到：党中央果断查处周永康、薄熙来、郭伯雄、徐才厚、孙政才、令计划严重违反党的政治纪律和政治规矩、政治野心膨胀、搞阴谋活动等问题，铲除政治腐败和经济腐败相互交织形成的利益集团，消除重大政治隐患。
2018年9月6日，中央军委党的建设会议召开18天之后，中央军委印发了《关于加强新时代军队党的建设的决定》，在第三段“强化党对军队绝对领导”中提出：“聚焦绝对忠诚加强政治锻造，加强忠诚度鉴别和政治考察，深化政治整训，全面彻底肃清郭伯雄、徐才厚流毒影响。”郭徐二人首次写入中央军委印发并公开的正式文件中。
2018年9月20日，《中国纪检监察》杂志发布了“政治生态如何评判”系列评论，提到：“从查处的周永康、薄熙来、郭伯雄、徐才厚、孙政才、令计划案件看，他们……结成利益集团，……后果甚至比腐败问题更严重。”
2019年11月21日，《人民日报》发表中央军委副主席许其亮的署名文章《坚持和完善党对人民军队的绝对领导制度（深入学习贯彻党的十九届四中全会精神）》，指出：“郭伯雄、徐才厚擅权妄为、结党营私，虚化弱化军委主席负责制，给党对军队的绝对领导造成极大危害，给军队建设造成巨大损失。”
2020年12月3日，《人民日报》发表文章《在党的旗帜下铸牢军魂——全军坚持用习近平新时代中国特色社会主义思想和习近平强军思想铸魂育人综述》，指出：“全军紧紧扭住‘四个不纯’‘七个弱化’等问题，全面彻底肃清郭伯雄、徐才厚、房峰辉、张阳流毒影响，结合党内教育和组织生活，从党性层面检视问题，从灵魂深处铲除病根，持续深化政治整训，纯正政治生态。”

## 个人言论
“解放军坚决反对‘军队国家化’。”
“部队各项工作和建设中，严格政治纪律和组织纪律，确保政令军令畅通。”
“要扎实做好保持部队高度集中统一和纯洁巩固的工作，确保坚决听党指挥、绝对忠诚可靠。”
“要把坚强党性修养作为根本举措，不断深化讲党性、重品行、作表率教育，切实解决好世界观、人生观这个根本问题，树立正确的工作观、事业观、政绩观；要把严格党内生活制度作为重要途径，不断增强党内生活的原则性实效性；要把选准用好干部作为重要导向，切实重用那些品行好、作风实、埋头苦干、群众公认的干部；要把加强检查监督和从严执纪作为有力保证，及时发现和解决思想作风方面存在的突出问题，对造成不良影响、导致严重后果的，要严肃追究责任。”
“走到今天这一步，最主要是没有听党的话，没有好好改造世界观，没有抵挡住诱惑，成了腐败风气的俘虏。”

## 相关人物

### 家庭
妻子：赵黎，大连人，徐才厚的部分贪腐行为实际上由她进行，已被逮捕。
女儿：徐思宁，曾在吉林省实验高中读书，高二辍学参军。有过两段婚姻，与第一任丈夫因不孕不育离婚，与第二任丈夫有一对双胞胎，但因感情不和离婚。徐才厚受贿所得的部分房产登记在徐思宁儿子名下。亦被逮捕，被捕前在总政治部联络部系统工作。两个儿子交由生父抚养。

### 政界
- 周永康（前中共中央政治局常委兼中共中央政法委书记，徐的政治盟友）[69]
- 薄熙来（中共中央政治局原委员兼重庆市委原书记，徐的政治盟友）[69]
- 令计划（前中共中央书记处书记、原第十二届全国政协副主席、中共中央统战部部长，徐的政治盟友）[69]

### 军界
- 汤灿：传闻是徐的情妇，已被收押
- 张澜澜：传闻是徐父子的情妇，现为習遠平夫人，习近平弟媳
- 谷俊山：解放军中将，总后勤部基建营房部原部长，总后勤部原副部长
- 郭伯雄：前中共中央政治局委员兼中央军委副主席，徐的同僚
- 王瑞林：中央军委主席邓小平秘书，曾任中共中央办公厅副主任、中央军委纪委书记、总政治部副主任
- 张树田：曾任总政治部副主任、中央军委纪委书记
- 张阳：原中央军委委员、总政治部主任，上将，在接受调查期间自杀身亡
- 张贡献：原济南军区政治部主任，曾任徐才厚秘书
- 瓦房店籍将军：于永波、郑群良、谷善庆